# Mô-đun lưu lượng
Trong thủy văn học, mô-đun lưu lượng dòng chảy của một lưu vực là đại lượng đặc trưng cho tiềm năng dòng chảy của lưu vực, và được xác định bằng tỉ số giữa lưu lượng dòng chảy của lưu vực và diện tích lưu vực đó.
{\displaystyle M=k\times {\frac {Q}{F}}}
trong đó: 
- M là mô-đun lưu lượng
- k là hệ số đổi đơn vị, không thứ nguyên
- Q là lưu lượng
- F là diện tích lưu vực

Nếu 
- M có đơn vị là l.s−1km−2
- Q có đơn vị là m³/s
- F có đơn vị là km²

thì k = 1000.
Lưu vực có mô-đun lưu lượng dòng chảy lớn hơn thì có nguồn nước dồi dào hơn và ngược lại.
Hai lưu vực có lưu lượng dòng chảy tương đương nhau; lưu vực nào có diện tích lớn hơn thì có mô-đun lưu lượng nhỏ hơn, chứng tỏ rằng tiềm năng nước của lưu vực đó nhỏ hơn.